# Акация Фарнеза
Ака́ция Фарнеза (лат. Acacia farnesiana) — вид кустарников из рода Акация (Acacia) семейства Бобовые (Fabaceae).

## Распространение и экология
В природе ареал вида охватывает Индию, Центральную Америку, Северную и Центральную Африку. 
|                                                                                         |
|                                                                                         |
|                                                                                         |
|                                                                                         |
| Сверху вниз: Соцветие и листья. Зелёные бобы. Раскрытый зрелый боб. Семена (увеличено). |

Разводят в Средиземноморской области (во Франция — с конца XVIII века), в Палестине, Сирии, в северной Индии (южные склоны Гималаев), в Австралии, в Северной и Южной Америке, на Гавайских и Филиппинских островах. В России интродуцирована в начале XX века в парках Черноморского побережья Кавказа и в 30-х годах XX века в юго-западной части Туркменистана (Кизыл-Атрек).

## Ботаническое описание
Кустарник высотой 2—4 (до 6) м, с коричнево-серой корой. Побеги зигзагообразные, со слабым опушением.
Листья дважды парноперистые, из 2—5 (до 8) парно расположенных ветвей стержня, с 6—20 парами линейных, голых, серовато-зелёных листочков длиной 2,5—5 мм на каждой ветви; прилистники в виде острых полых шипов с коричневой верхушкой.
Цветки очень ароматные, в одиночных оранжевых или тёмно-жёлтых головках диаметром до 1 см; чашечка коническая, из 5 продолговатых чашелистиков, сращенных почти доверху, слабо бахромчатых на верхушке, коротко опушённых, коричневых; венчик почти цилиндрический, из 5 удлинённых, сросшихся почти доверху жёлтых лепестков, коротко опушённых. Тычинки оранжевые; столбик не длиннее тычинок или слегка выступающий над ними.
Бобы цилиндрические, несколько чётковидные, нераскрывающиеся, с 4—5 семенами. Семена эллипсоидальные, сжатые, блестящие, гладкие, светло- или тёмно-коричневые.
Цветёт в октябре — декабре.

## Значение и применение
Известна форма, обладающая особенно быстрым ростом и цветущая дважды в течение года.
Перспективное эфиро-масличное растение, цветки которого используются в парфюмерии.
Бобы содержат танниды.

## Систематика

### Представители
В рамках вида выделяют ряд разновидностей:
- Acacia farnesiana var. farnesiana (L.) Willd.
- Acacia farnesiana var. guanacastensis H.D.Clarke et al.

### Таксономия
Вид Акация Фарнеза входит в род Акация (Acacia) трибы Acacieae подсемейства Мимозовые (Mimosoideae) семейства Бобовые (Fabaceae) порядка Бобовоцветные (Fabales).
|  |                                      |  |                                                             |                                                             |                   |  | ещё 3 семейства (согласно Системе APG II) | ещё 3 семейства (согласно Системе APG II)    |                                              |  |  |  | ещё около 80 родов   | ещё около 80 родов |  |  |
|  |                                      |  |                                                             |                                                             |                   |  | ещё 3 семейства (согласно Системе APG II) | ещё 3 семейства (согласно Системе APG II)    |                                              |  |  |  | ещё около 80 родов   | ещё около 80 родов |  |  |
|  |                                      |  |                                                             | порядок Бобовоцветные                                       |                   |  |                                           |                                              | подсемейство Мимозовые                       |  |  |  |                      | вид Акация Фарнеза |  |  |
|  |                                      |  |                                                             | порядок Бобовоцветные                                       |                   |  |                                           |                                              | подсемейство Мимозовые                       |  |  |  |                      | вид Акация Фарнеза |  |  |
|  | отдел Цветковые, или Покрытосеменные |  |                                                             |                                                             | семейство Бобовые |  |                                           |                                              | род Акация                                   |  |  |  |                      |                    |  |  |
|  | отдел Цветковые, или Покрытосеменные |  |                                                             |                                                             |                   |  |                                           |                                              |                                              |  |  |  |                      |                    |  |  |
|  |                                      |  | ещё 44 порядка цветковых растений (согласно Системе APG II) | ещё 44 порядка цветковых растений (согласно Системе APG II) |                   |  |                                           | ещё 2 подсемейства (согласно Системе APG II) | ещё 2 подсемейства (согласно Системе APG II) |  |  |  | ещё около 1300 видов |                    |  |  |
|  |                                      |  |                                                             | ещё 44 порядка цветковых растений (согласно Системе APG II) |                   |  |                                           |                                              | ещё 2 подсемейства (согласно Системе APG II) |  |  |  |                      |                    |  |  |